# Pakhuis Noordbrabantse Christelijke Boerenbond
Het voormalige en monumentale pakhuis van de Noordbrabantse Christelijke Boerenbond is gelegen aan de voormalige vestingwerken aan de doorgaande weg tussen Ravenstein en Huisseling.
Bij de toekenning van het bouwwerk als rijksmonument wordt vermeld: 
Het bedrijfsgebouw is van algemeen belang. Het heeft cultuurhistorische waarde als herinnering aan de sociaal-economische geschiedenis van de provincie, het getuigt van de emancipatie van de katholieke Brabantse boer, het ontstaan van de standsorganisatie N.C.B. en de ontwikkeling van een doelmatiger agrarische bedrijfsvoering.